# Ӌ
Le tché cramponné à gauche (capital Ӌ, minuscule ӌ) est une lettre de la variante de l’alphabet cyrillique utilisée par la langue khakasse. Elle note la consonne [d͡ʒ].

## Représentations informatiques
Le tché cramponné à gauche peut être représenté avec les caractères Unicode suivants :
| formes    | représentations | chaînes de caractères | points de code | descriptions                              |
| --------- | --------------- | --------------------- | -------------- | ----------------------------------------- |
| capitale  | Ӌ               | Ӌ                     | U+04CB         | lettre majuscule cyrillique tché khakasse |
| minuscule | ӌ               | ӌ                     | U+04CC         | lettre minuscule cyrillique tché khakasse |